# Safia amella
Safia amella är en fjärilsart som beskrevs av Achille Guenée 1852. Safia amella ingår i släktet Safia och familjen nattflyn. Inga underarter finns listade.